# Подорожнє (Журавненська селищна громада)
Подоро́жнє — село в Україні, в Журавненській селищній територіальній громаді Стрийського району Львівської області.
До 18 липня 2020 року Подорожнє належало до Жидачівського району. У рамках адміністративної реформи України територія Жидачівського району була приєднана до Стрийського району.

## Географія
Село знаходиться на лівому березі річки Свіча— правої притоки Дністра. Поруч із селом розташоване озеро— затоплений колишній сірчаний кар'єр, яке використовується для технічних та рекреаційних потреб.

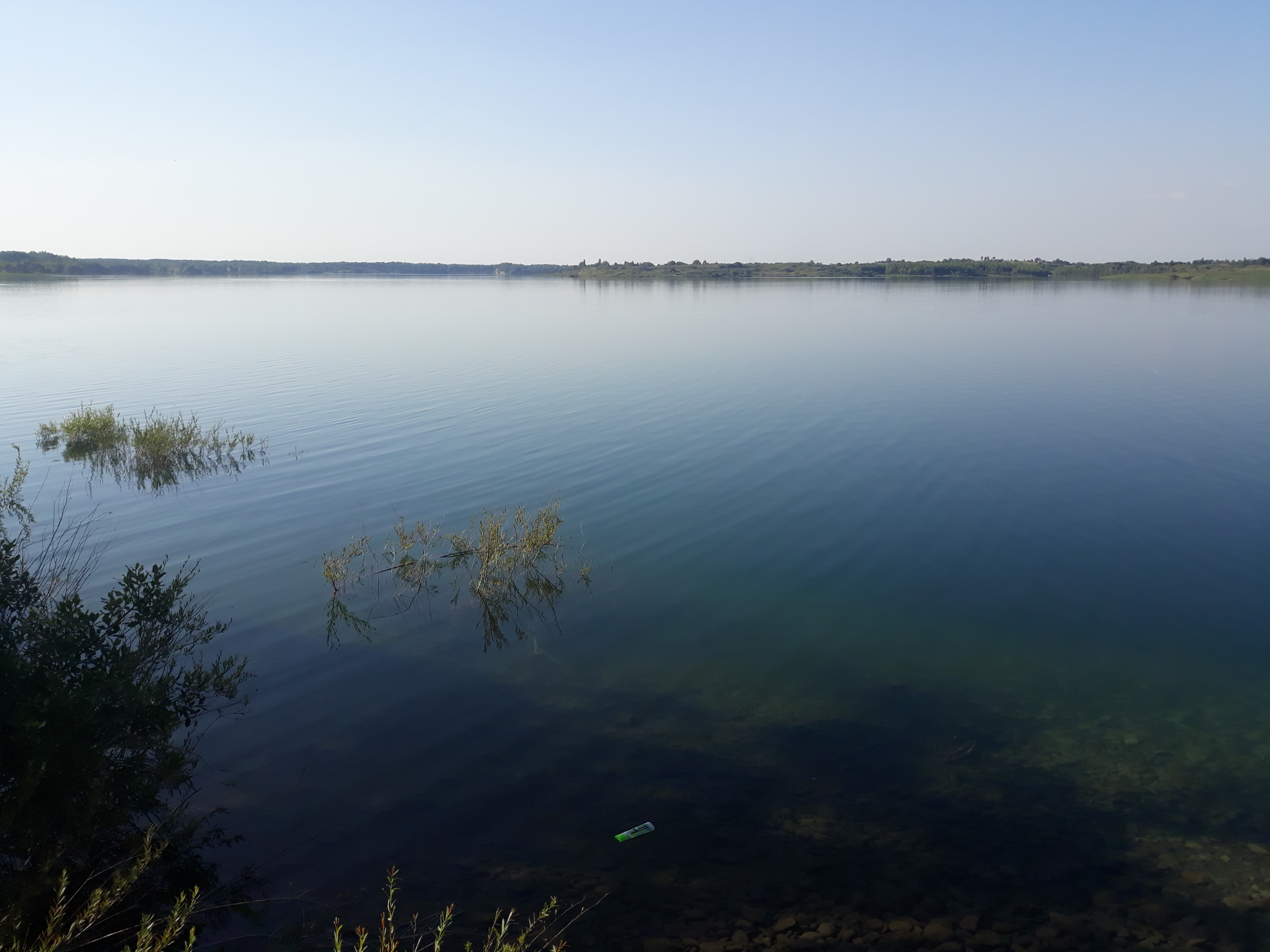
Краєвид на озеро зі сторони села Подорожнє
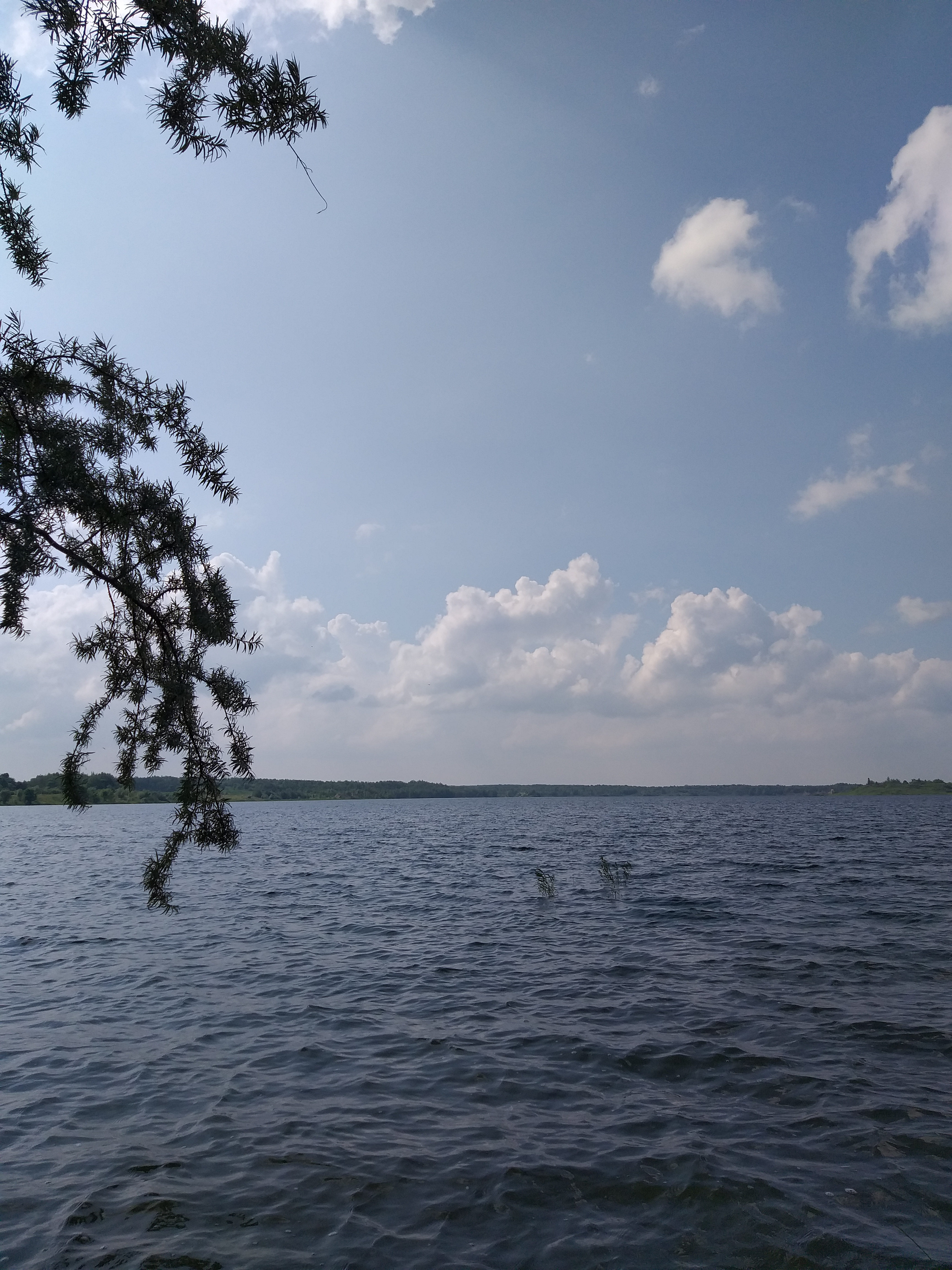
Краєвид на озеро зі сторони села Подорожнє

## Історія

### Витоки та перші згадки
Село Подорожнє згадується у письмових джерелах вже у 1515 році, що вважається датою першої писемної згадки. Історична назва населеного пункту— Ляховичі Подорожні.

### Церковне життя
У селі збереглася старовинна дерев'яна церква Положення Пояса Пресвятої Богородиці, яка є визначною пам'яткою сакральної архітектури. Храм діючий і сьогодні.

### Власники земель
У ХІХ столітті землі Подорожнього належали представникам польського шляхетського роду Петруських гербу Старико́нь. Спершу власником був Ігнатій Петруський, а після його смерті у 1834 році— син Ізидор Петруський.
У 1835 році Ізидор заснував у селі фабрику з виробництва вина з картопляного сиропу, що була однією з перших подібних ініціатив у Галичині, Продукція фабрики відзначалася високою якістю і продавалася навіть за межами Австрійської імперії— зокрема, в країнах Західної Європи. До господарства входив також водяний млин, розташування якого нині можна ідентифікувати за збереженими координатами.
Після смерті Ізидора в 1848 році землі перейши до його племіниці Доміцели Петруської, яка була одружена з графом Александр Станіслав Дідушицький.— представника русько-польського шляхетського роду, гербу Сас.

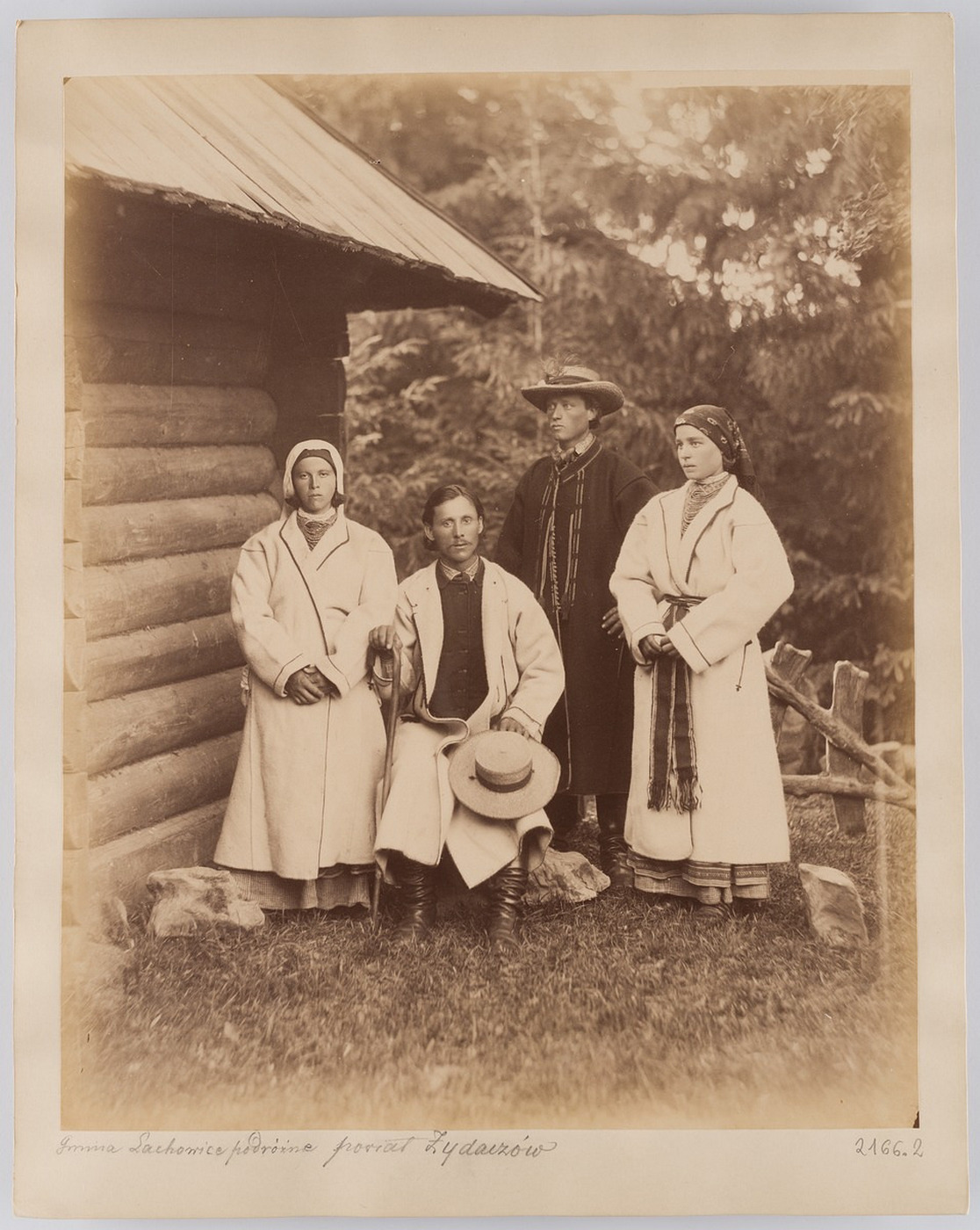
Народний костюм в селі Ляховичі Подорожні 1887 рік.

### Міжвоєнний період (1918—1939)
Після розпаду Австро-Угорської імперії в 1918 році село Подорожнє увійшло до складу Західноукраїнської Народної Республіки (ЗУНР). Місцеві мешканці брали активну участь у визвольних змаганнях. Зокрема, з Подорожнього походить Петрушевич Петро Теофілович— український лікар, військовик, громадський діяч, підполковник Української Галицької Армії.
Після поразки ЗУНР у 1919 році територія села опинилася під польською адміністрацією в межах Другої Речі Посполитої. Спочатку Подорожнє належало до Жидачівського повіту, проте 15 червня 1934 року село було передане до складу Стрийського повіту в межах Станиславівського воєводства Польської Республіки.
У міжвоєнний період у Подорожньому діяли українські культурні, освітні та релігійні організації, що сприяли збереженню національної ідентичності місцевого населення. Господарство села базувалося переважно на сільському господарстві.
Політика польської влади у цей період мала на меті полонізацію українського населення, що викликало певне напруження у регіоні. Проте селяни Подорожнього зберігали традиції та підтримували культурні зв'язки з українським національним рухом.

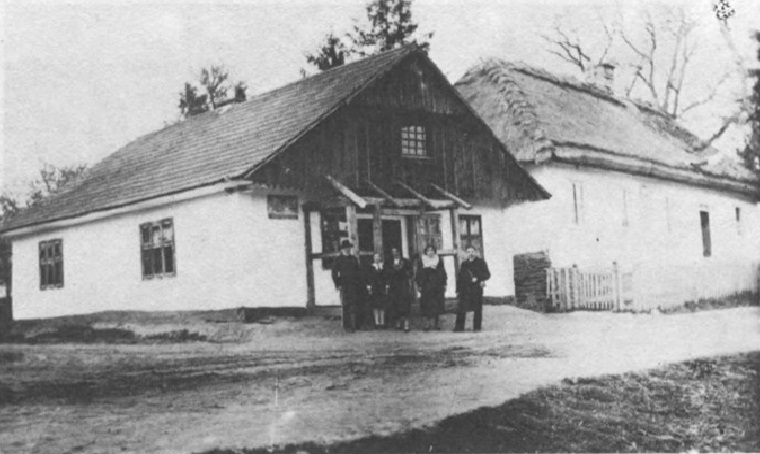
Будинок народної школи 1938 рік

### Друга Світова Війна і Радянська доба (1939—1991)
Після радянської анексії Західної України за пактом Молотова–Ріббентропа 1939 року село Подорожнє увійшло до складу Української РСР. Доля мешканців села склалася по-різному: частина підтримувала ідею незалежності України і брала участь у боротьбі в лавах Української повстанської армії (УПА), інші пристосовувалися до нових політичних реалій, співпрацюючи з радянською владою. Мешканців П. В. Петринця та Г. Й. Петринця було обрано депутатами Народних Зборів Західної України, а першим головою сільської ради став І. О. Романик.
Під час Другої світової війни до лав Червоної армії було призвано 144 мешканці села, 52 з яких загинули на фронті. Пам’ять про загиблих односельців, які полягли біля Олененої гори, увічнено обеліском Слави.
У радянський період на території Подорожнього діяла поліводна бригада колгоспу імені Жданова (центральна садиба розташовувалася у селі Сидорівці), яка обробляла близько 270 гектарів орної землі. Основними культурами були пшениця, цукрові буряки, льон та картопля. Тваринництво розвивалося у м'ясо-молочному напрямку.
У селі функціонувала середня школа. Було збудовано будинок культури з залом на 260 місць, працювали бібліотека, медпункт, молочарня, чотири магазини та швейна майстерня.
Партійна та комсомольська організації, створені у 1945 та 1949 роках відповідно, об'єднували 24 комуністів та 12 членів ВЛКСМ.
У 1946 році указом Президії Верховної Ради УРСР село Ляховичі-Подорожні було перейменовано на Подорожнє.
У 1960-х роках на території села Подорожнє було виявлене родовище сірки. У 1965 році розпочато будівництво сірчаного кар’єру, а в 1971 році його введено в експлуатацію як сировинну базу Роздільського хімічного комбінату. Видобуток сірки здійснювався відкритим способом із застосуванням спеціалізованої техніки. Кар’єр активно експлуатувався протягом 1970–1989 років, забезпечуючи сировину для хімічної промисловості Радянського Союзу.
Для будівництва кар’єру значна частина села була переселена до навколишніх населених пунктів і міст. Через будівництво кар’єру було змінено русло річки Крехівки шляхом спорудження каналу. Внаслідок цих змін село Подорожнє остаточно втратило свій природний ландшафт.

### Період незалежної України
Після припинення видобутку сірки в 1997 році та ліквідації кар’єру в 1998 році територія колишнього Подорожненського сірчаного родовища була затоплена, утворивши Подорожненське озеро. Озеро має площу близько 420 гектарів і глибину до 95 метрів. Воно є природно-техногенним водоймищем і використовується для рекреації.
Село Подорожнє і прилеглі території зберігають сліди промислового минулого, водночас поступово пристосовуючись до нових соціально-економічних умов.

## Політика

### Парламентські вибори, 2019
На парламентських виборах 2019 року у селі функціонувала окрема виборча дільниця № 460399, розташована у приміщенні школи.
Результати
- зареєстровано 323 виборці, явка 71,52%, найбільше голосів віддано за «Слугу народу»— 34,20%, за «Європейську Солідарність»— 21,65%, за Всеукраїнське об'єднання «Батьківщина»— 13,85%.[13] В одномандатному окрузі найбільше голосів отримав Андрій Кіт (самовисування)— 47,19%, за Володимира Наконечного (Слуга народу)— 23,81%, за Олега Канівця (Громадянська позиція)— 8,23%[14].

## Населення
За даними Всеукраїнського перепису населення 2001 року, у селі проживало 476 осіб.
Населення є українським за етнічним складом.

## Відомі люди
- Петрушевич Петро Теофілович

## Пам'ятки
- Могила невідомому солдату.
- Пам'ятна стела Тарасу Григоровичу Шевченку.